# Santo Antônio de Pádua
Santo Antônio de Pádua est une ville située dans le sud-est du Brésil, dans l'État de Rio de Janeiro.